# 三芝福成宮
25°15′25″N 121°30′05″E / 25.257067°N 121.501449°E
三芝福成宮，又稱小基隆福成宮，是位於臺灣新北市三芝區埔頭里的媽祖廟，乃臺北大天后宮被拆除後以其官祀媽祖神像在三芝小基隆建立，其媽祖稱為「埔頭媽祖」、「金面媽祖」。

## 沿革
1910年代初，時任三芝庄長的曾石岳前往台北州廳舍（今監察院廳舍）開區長會議時，發現臺北大天后宮一尊被稱為「二媽」的媽祖神像被收置於廳舍的地下室庫房。該像為軟身神像，高180公分，金色的面部雕工細膩。至於臺北大天后宮被稱為「大媽」的媽祖神像，傳說已被唐景崧母親帶去湖南省一帶，後下落不明。
1913年，曾石岳與秘書黃見龍等地方仕紳，向日本當局申請將臺北大天后宮金面媽祖移祀三芝鎮座，由庄民集資在1917年建廟。廟宇於1919年落成，其媽祖稱為「埔頭媽祖」。1936年，廟宇新建前殿、兩廂護室，邀廖石成、黃龜理、梁瓦火等名師參與。
戰後時期的廟址為中山路一段38號，屬於三芝的埔頭里。2001年因蟻害與漏水，拆除正殿。蘇貞昌擔任台北縣長時，特別撥了500萬元協助整修廟宇整修。2003年6月，廟宇重新翻修後，拆除四百多件門、匾、瓜筒、柱子等文物，並將這些古物送往林口的工廠進行後續處理，後由台北縣文化局及王慶台與李乾朗兩位教授鑑定，證實其中數十件雕工精巧的獅座、托木、豎材、螭虎栱、花籃，出自黃龜理之手，而向縣府申請15萬元進行除蟲與防腐處理。

## 祭祀

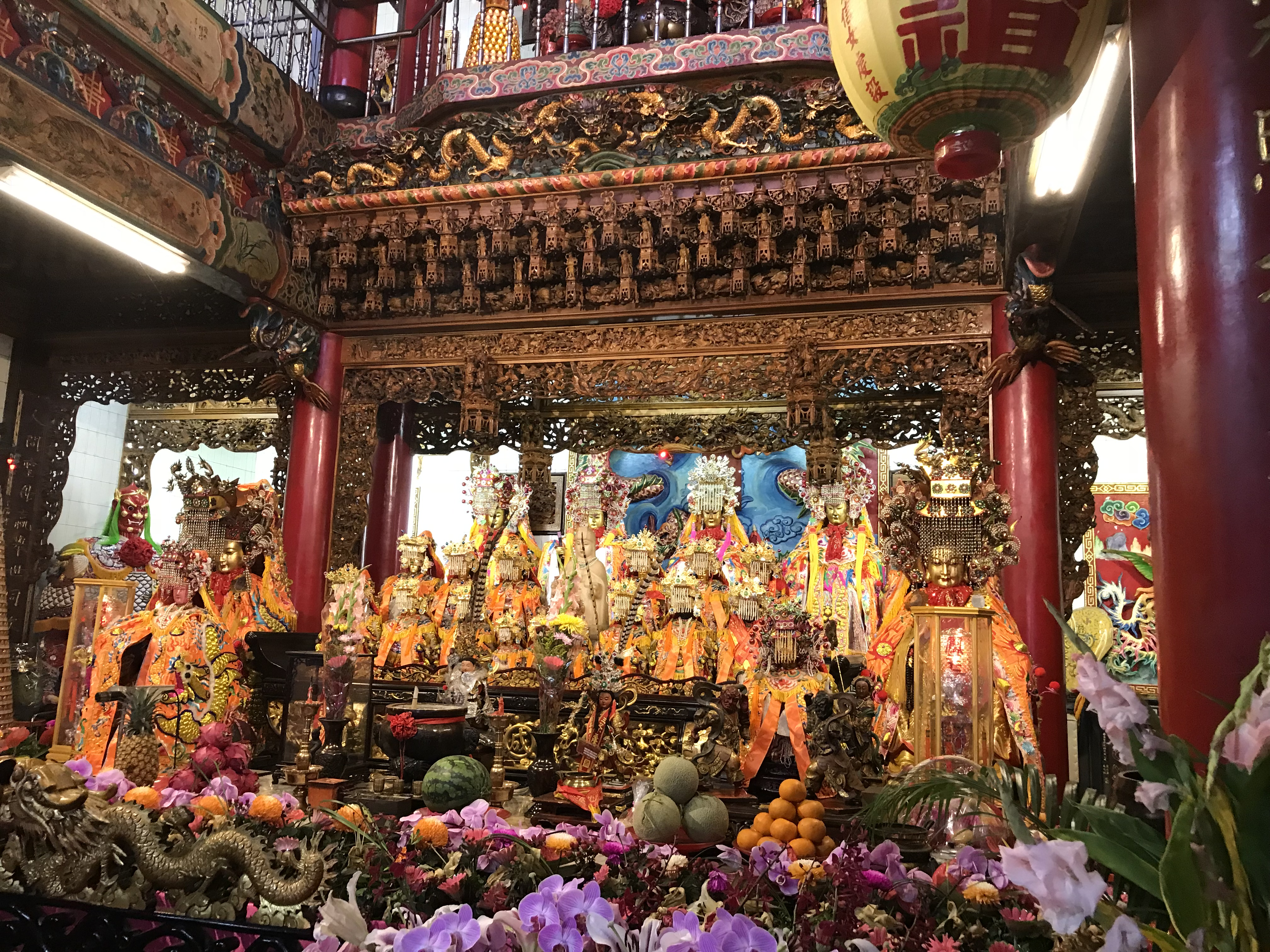
金面媽祖

廟方主委葉藤吉表示，此廟為三芝民眾的信仰中心，在農作秋收前民眾都會請媽祖神尊出巡，演變成三芝當地傳統活動。每年農曆五月初七為三芝地區寺廟統一祭典之日，往年湧進各地食客，盛況空前。
國民政府接管臺灣後，基隆蚵殼港流域瘟疫，地方仕紳遂請來關渡媽祖及埔頭媽祖遶境鎮煞，後瘟疫消除，從此地方每年擇定農曆四月二十，展開蚵殼港十四里媽祖遶境。瑞芳的鼻頭漁港，則也是戰後開始迎媽祖，之後固定在農曆三月二十三，當日會請關渡媽祖、埔頭媽祖、北港媽祖、礁溪帝君、大里天公。
中華民國總統李登輝就在附近出生，兒時常在廟埕玩耍，在當總統後也常回來祭拜。每年農曆正月初一，他在源興居祭祖之後，總會到此廟為鄉親祈福、敘舊，也曾贈匾額，上款寫「小基隆福成宮」，題詞則為「弘道濟民」。其妻子曾文惠的祖父曾石岳就是當初迎來媽祖神像的人。

### 北臺灣媽祖文化節
2004年，臺北市政府為慶祝建城120周年時，經文史專家高賢治考證及文化、宗教界建議，市長馬英九及地方士紳決定每年恭請當時臺北大天后宮的金面媽祖神像回臺北城。後來2011年起採縣市輪值主辦，名為「北臺灣媽祖文化節」。其舉辦日子為非媽祖誕辰，乃由各廟共同約定時間，如2006年是9月24日。
活動從迎駕三芝福成宮的金面媽祖開始，由其帶頭遶境以示尊崇。金面媽祖神像從臺北府城北門進城後，會於臺灣省城隍廟停駐，這時北臺灣各地媽祖廟也會同時將供奉的媽祖請至城隍廟，宛如小型的媽祖高峰會。如2009年參加的媽祖廟除三芝福成宮外，還有台北天后宮、關渡宮、士林慈諴宮、三峽興隆宮、北海聖雲宮、竹北天后宮、十分寮成安宮、板橋慈惠宮、南方澳南天宮、南港富南宮、臺北市南福宮、香山天后宮、後龍慈雲宮、桃園慈護宮、基隆慶安宮、新莊慈祐宮、萬里漁澳順天宮、德心宮。活動最後，三芝福成宮的金面媽會從二二八公園回鑾起轎，重返三芝。台北市文化局曾計畫將臺北賓館、二二八公園的臺北府城大天后宮遺構，就地設計建造成天后宮式樣的地景藝術，作為回城時的行館。
2005年5月1日，宜蘭二品副將銜游擊陳輝煌後人陳蕙嫻，應文化局和臺北二二八紀念館邀請，前往二二八公園參加媽祖聖誕聯合祭祀典禮。

## 外部連結
- 三芝福成宮的Facebook專頁